# Hevoslamm
Hevoslamm är en sjö i Orsa kommun i Dalarna och ingår i Dalälvens huvudavrinningsområde. Sjön är 6,5 meter djup, har en yta på 0,121 kvadratkilometer och är belägen 470,3 meter över havet. Vid provfiske har abborre och gädda fångats i sjön.

## Delavrinningsområde
Hevoslamm ingår i det delavrinningsområde (682964-143519) som SMHI kallar för Ovan Svartbäcken. Medelhöjden är 522 meter över havet och ytan är 11,05 kvadratkilometer. Räknas de 10 avrinningsområdena uppströms in blir den ackumulerade arean 84,5 kvadratkilometer. Orsälven (Oreälven) som avvattnar avrinningsområdet har biflödesordning 2, vilket innebär att vattnet flödar genom totalt 2 vattendrag innan det når havet efter 437 kilometer. Avrinningsområdet består mestadels av skog (80 procent). Avrinningsområdet har 0,12 kvadratkilometer vattenytor vilket ger det en sjöprocent på 1,1 procent.